# Terinos
Terinos is een geslacht van vlinders van de familie van de Nymphalidae, uit de onderfamilie van de Heliconiinae. De wetenschappelijke naam en de beschrijving van dit geslacht zijn voor het eerst gepubliceerd in 1836 door Jean Baptiste Boisduval.
De soorten van dit geslacht komen voor in Zuidoost-Azië.

## Soorten
- Terinos alurgis  Godman & Salvin, 1880
- Terinos atlita  (Fabricius, 1787)
- Terinos clarissa  Boisduval, 1836
- Terinos maddelena  Grose-Smith & Kirby, 1889
- Terinos taxiles  Hewitson, 1862
- Terinos terpander  Hewitson, 1862
- Terinos tethys  Hewitson, 1862